# Liste der Botschafter der Vereinigten Staaten in der Mongolei

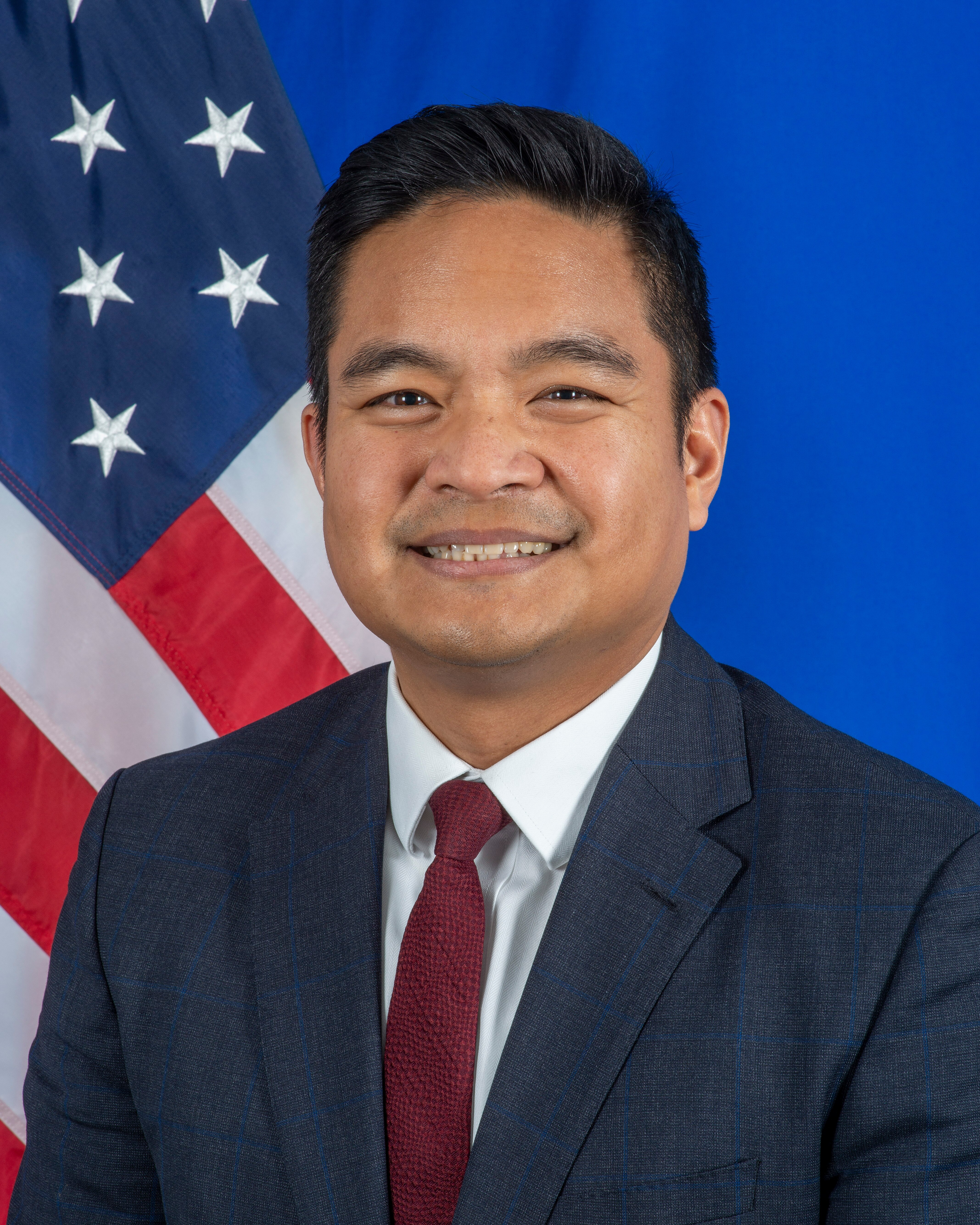
Richard L. Buangan, derzeitiger Botschafter in der Mongolei

Der Botschafter der Vereinigten Staaten von Amerika in der Mongolei ist der Botschafter der Vereinigten Staaten von Amerika in der Mongolei.

## Botschafter
| Amtszeit  | Name                       | Bemerkung                    |
| --------- | -------------------------- | ---------------------------- |
| 1988–     | Steven Robert Mann         | Chargé d’Affaires ad interim |
| 1988–1990 | Richard Llewellen Williams |                              |
| 1990–1993 | Joseph Edward Lake         |                              |
| 1993–1996 | Donald C. Johnson          |                              |
| 1996–1997 | Llewellyn H. Hedgbeth      | Chargé d’Affaires ad interim |
| 1997–2000 | Alphonse F. La Porta       |                              |
| 2000–2003 | John R. Dinger             |                              |
| 2003–2006 | Pamela Jo Howell Slutz     |                              |
| 2006–2009 | Mark C. Minton             |                              |
| 2009–2012 | Jonathan S. Addleton       |                              |
| 2012–2015 | Piper Anne Wind Campbell   |                              |
| 2015–2017 | Jennifer Zimdahl Galt      |                              |
| 2017–2019 | Manuel P. Micaller         | Chargé d’Affaires ad interim |
| 2019–2022 | Michael S. Klecheski       |                              |
| 2022–     | Richard L. Buangan         |                              |